# Micromus umbrosus
Micromus umbrosus är en insektsart som beskrevs av Navás 1931. Micromus umbrosus ingår i släktet Micromus och familjen florsländor. Inga underarter finns listade i Catalogue of Life.